# Counter-Strike
Counter-strike (eng. protunapad) jedna je od najpopularnijih FPS („pucačina” iz prvog lica) igara dobivena modifikacijom igre Half-Life koju su napravili Minh Lee i Jess Cliffe. 
Postoji nekoliko verzija igre, kao što su Counter-Strike 1.6, Counter-Strike: Condition Zero, Counter-Strike: Source, Counter-Strike: Global Offensive, Counter Strike 2 i Counter-Strike za Xbox. U Counter-Strikeu se tim protu-terorista („kauntera”, specijalaca, specijalne policije) sukobljava s teroristima („terorima”).
Svaki krug završava eliminiranjem protivničkih igrača ili ostvarivanjem cilja. 

## Igre iz serijala
- Counter-Strike: Global Offensive
- Counter-Strike 1.6
- Counter-Strike: Condition Zero
- Counter-Strike 2

## Vrste mapa
Postoji više vrsta mapa kao što su:
- cs_(ime) - (counter-strike) counter-teroristi spašavaju taoce ili ubijaju teroriste, teroristi ubijaju counter-teroriste
- de_(ime) - (detonation) counter-teroristi deaktiviraju (ako je postavljen) C-4 ili ubijaju teroriste, a teroristi postavljaju C-4 ili ubijaju counter-teroriste
- as_(ime) - (assassination) counter-teroristi imaju VIP-a (very important person), kojeg moraju otpratiti u sigurnu zonu, a teroristi moraju ubiti VIP-a i ostale counter-teroriste (VIP je igrač i smije koristiti samo USP pištolj).
- es_(ime) - (escape) counter-terroristi moraju ubiti terroriste i sprječiti ih u bježanju, a terroristi moraju pobjeći na drugi kraj mape ili ubiti sve counter-terroriste
- dm_(ime) - (deathmatch) mape napravljene za deathmatch (respawn) servere
- zm_(ime) - (zombie) counter-terroristi su obični ljudi dok su terroristi zombiji. Kada terrorist udari counter-terorista on odmah postaje terrorist tj. Zombie. Na početku svake runde slučajnim odabirom server odabere jednog igrača koji će biti first zombie (normalan zombie s više health pointsa), ili nemessis (zombie s većim brojem health pointsa) ili survivor(human (counter-terrorist) s jakim oružjem i neograničenom količinom metaka koji takođet ima veći broj health pointsa). Način igre i dodatni sadržaji su različiti, ovisno na kojem serveru igrate.
- aim_(ime) - mape na kojima su sva oružja na podu i ne mogu se kupovati oružja
- fy_(ime) - (fighting yard) mape uglavnom vrlo malih dimenzija, dizajnirane na zabavan način i služe isključivo zabavi
- surf_(ime) - skližući se niz zakrivljene zidove(platforme i prelazeći prepreke ubrzavajući trebate doći do buy zone(trgovine ili dućana)ili gdje kupite oružje ili gun room-a u kojem se na podu nalaze oružja i eliminirate sve protivnike, postoji i deathmatch verzija u kojoj se nakon što ste ubijeni respawnate (prebacujete na mjesto na kojem ste započeli igru).
- jail_ ili jb_(ime) - (jailbreak) poseban mod u kojem su counter-teroristi čuvari i naređuju naredbe zatvorenicima (teroristima) koje zatvorenici moraju poslušati ili će ih čuvari ubiti. Ako želite naređivati teroristima morate ukucati naredbu /simon inače zatvorenici ne trebaju izvršavati naredbu. Zadnji zatvorenik koji ostane živ bira duel s nekim od čuvara kucajući komandu /lr ili /duel. Prilikom rundi mogu se kupovati svakakve dodatne stvari što uključuje i pmodmenu. Mape su izrađene posebno, s kavezom, ćelijama, gun roomom i raznim igrama.
- deathrun_(ime) - (smrtonosno trčanje) u ovoj vrsti mape se nalazi niz parkour platfomi što uključuje: surf, bhop, lj i druge prepreke koje counter-teroristi (trkači) moraju preći dok se jedan terorist nalazi u posebnom roomu u kojem miče platforme i prepreke kako bi otežao counter-teroristima. Ako counter-terorist dođe do kraja deathruna uzima pušku i treba ubiti terorista.